# Valea Lungă-Gorgota, Dâmbovița
Valea Lungă-Gorgota (în trecut, Valea Lungă) este un sat în comuna Valea Lungă din județul Dâmbovița, Muntenia, România.
La sfârșitul secolului al XIX-lea, satul purta numele de Valea Lungă și era reședința comunei cu același nume din plaiul Ialomița-Dâmbovița al județului Dâmbovița, comună formată din șapte sate: Ogrea, Gorgota, Vatra Satului, Strâmbu, Frasinu, Ștubeiele și Tisa, cu 1559 de locuitori. În ea funcționau două biserici, o școală și șase mori de apă.
În 1925, comuna Valea Lungă făcea parte din plasa Pucioasa al aceluiași județ și avea în compunere satele Gorgota, Ogria, Strâmbu și Tisa-Ștubei, cu 3187 de locuitori. În 1931, întrucât la județul Dâmbovița a fost transferată și comuna Valea Lungă aflată anterior în județul Prahova, comuna a luat numele de Valea Lungă-Gorgota sau Gorgota-Valea Lungă, și la fel și satul.
În 1950, comuna Valea Lungă-Gorgota a trecut în administrarea raionului Câmpina din regiunea Prahova și apoi (după 1952) din regiunea Ploiești. În 1968, comuna a revenit la județul Dâmbovița (reînființat), și a fost comasată cu comuna Valea Lungă-Cricov, sub numele de Valea Lungă, cu reședința la Valea Lungă-Cricov.